# Iwami Ginzan
Iwami Ginzan (japanski: 石見銀山, što znači "Srebrna planina Iwamija") je staro rudarsko područje srebra na području grada Ōdaja, prefektura Shimane, pokrajina Iwani. Čini ga skupina planina na zapadu otoka Honshu, koje se uzdižu do oko 600 m, a ispresijecane su dubokim klancima rijeka među kojima se nalaze brojni arheološki pronalasci starih rudnika, talionica i kovačkih naselja od 16. do 20. stoljeća. Rudarsko područje je danas prekriveno gustom šumom, a u njemu se nalaze utvrde, i svetišta. Ono je starim putovima (Kaidô) povezano s obalnim gradovima (Tomogaura, Okidomari i Yunotsu) iz kojih se njihovo srebro izvozilo u Koreju i Kinu. Rudnici Iwamija su značajno pridonijeli gospodarskom jačanju Japana i jugoistočne Azije u 16. i 17. stoljeću, zbog čega se razvila masovna proizvodnja srebra i zlata u Japanu. 
Zbog toga su rudnici srebra Iwami Ginzan i njihov kulturni krajolik 2007. god. upisani na UNESCO-ov popis mjesta svjetske baštine u Aziji.

## Povijest
Rudnike je nadalje dao razviti japanski trgovac Kamiya Jutei od 1526. godine. Vrhunac proizvodnje su doživjeli početkom 17. stoljeća kada je svake godine vađeno oko 38 tona srebra, što je bila trećina svjetske proizvodnje.
Srebro iz ovih rudnika se uvelike koristilo za kovanje novca, te su se zbog njih često sukobili japanski vojskovođe, sve dok ih nije osvojio šogunat Tokugawa, nakon Bitke kod Sekigahare 1600. godine. Nakon toga su rudnici osigurani ogradama i zasadama borova, a u samom središtu ovog područja je izgrađena utvrda Yamabuki.
Kako su zalihe srebrne rude iscrpljene u 19. stoljeću, rudnici su napušteni i zarasli u raskošan šumski krajolik. 

## Vanjske poveznice
- Rudnici Iwani Ginzan na službenim stranicama prefekture Shimane  Arhivirana inačica izvorne stranice od 3. rujna 2011. (Wayback Machine) (engl.)

|  | Zajednički poslužitelj ima još gradiva o temi Rudnik srebra Iwami Ginzan |